# Herxheim
Herxheim és un jaciment arqueològic al municipi de Herxheim am Berg (Renània-Palatinat, al sud-est d'Alemanya, i ha estat interpretat com un centre religiós neolític que es va caracteritzar per rituals carnívors. Són les primeres restes a Europa d'una societat neolítica que practicava el canibalisme. El jaciment posseeix similitud amb el de Talheim, a més del de Scheltz-Asparn a Àustria. Les datacions carbòniques porten a una forquilla d'entre 5300 i 4950 abans la nostra era. El jaciment pertany a l'anomenada cultura de la ceràmica de bandes i va ser descobert per primera vegada l'any 1996 quan la zona havia estat comprada per un projecte de construcció.